# Hollola härad
Hollola härad var ett härad i Tavastehus län i Finland.
Ytan (landsareal) var 2851,4 km² 1910; häradet hade 31 december 1908 45.968 invånare med en befolkningstäthet av 16,1 inv/km².

## Landskommuner
De ingående landskommunerna var 1910 som följer:
- Asikkala
- Hollola
- Koskis, finska: Koski
- Kärkölä
- Lampis, finska: Lammi
- Nastola
- Padasjoki

Kuhmois överfördes från Jämsä härad 1960, men fördes tillbaka 1974.